# Melomys cooperae
Melomys cooperae är en däggdjursart som beskrevs av D. J. Kitchener och I. Maryanto 1995. Den ingår i släktet Melomys och familjen råttdjur. Enligt Catalogue of Life har den inga underarter. Arten förekommer på åtminstone en ö i ögruppen Moluckerna i Indonesien.

## Beskrivning
Arten är en medelstor råtta med en mycket lång svans. Kroppslängden från nosspets till svansrot varierar mellan 11 och 14 cm, svanslängden mellan 14 och 17 cm, och vikten mellan 60 och 97 g. Pälsfärgen är i huvudsak kanelbrun på ovansidan med mörkare huvud, medan kinder, läppar, bröst, undersida och lårens insidor är vita. Gränsen mellan den bruna ovansidan på sidorna och den vita undersidan är gråaktig.  Den nästan hårlösa svansen är ljust purpurgrå på ovansidan, ljusgrå på undersidan.

## Utbredning
Arten är endast känd från den indonesiska ön Pulau Yamdena tillhörig ögruppen Moluckerna i östra delen av landet. Man vet ännu inte om den finns på fler öar i samma ögrupp.

## Ekologi
Melomys cooperae har blivit påträffad på marken i eller nära högväxt, lianrik skog med träd från fikussläktet, korallbusksläktet, albiziasläktet och Canarium-släktet samt undervegetationen i huvudsak från eldkronesläktet. Arten förekommer åtminstone upp till 200 meters höjd, eventuellt mer.